# Pelidnota lugubris
Pelidnota lugubris är en skalbaggsart som beskrevs av Leconte 1874. Pelidnota lugubris ingår i släktet Pelidnota och familjen Rutelidae. Inga underarter finns listade i Catalogue of Life.